# Arnaud Aletti
Pour les articles homonymes, voir Aletti.
Pas d'image ? Cliquez ici

a Compétitions nationales et continentales officielles uniquement.

Dernière mise à jour le 7 juin 2024.
Arnaud Aletti, né le 25 janvier 1996, est un joueur français de rugby à XV qui évolue aux postes de troisième ligne aile et troisième ligne centre.

## Biographie
Arnaud est le fils de Laurent Aletti, anciennement joueur du RC Châteaurenard, ensuite ancré dans le Pays basque avec l'Aviron bayonnais et l'US Mouguerre, évoluant au poste de pilier ; ce dernier entraîne plus tard les cadets bayonnais,.
Tout d'abord formé au sein de l'US Mouguerre, Arnaud Aletti évolue ensuite avec les juniors de l'Aviron bayonnais. Après un titre de champion de France en catégorie Gaudermen en 2012,, ainsi qu'une finale en catégorie Alamercery, il est nommé vice-capitaine des espoirs du club basque.
Il intègre le groupe professionnel pendant la saison 2017-2018 en tant que renfort espoir, et dispute ainsi son premier match professionnel le 14 septembre 2017 lors du déplacement chez le RC Vannes. Malgré tout, après sept saisons au sein de l'Aviron bayonnais, il n'est pas conservé dans l'effectif,.
Il s'engage alors avec le RC Aubenas, évoluant en Fédérale 1,.
Après une saison, Aletti se rapproche de sa région d'origine et signe un contrat d'une année plus une optionnelle avec l'US Dax. Il dispute la deuxième année à l'édition inaugurale de la nouvelle division Nationale, à l'issue de laquelle il prolonge son contrat pour deux saisons supplémentaires. En l'absence de Martin Prat au début de la saison 2021-2022, il hérite du brassard de capitaine de l'équipe jusqu'au retour de ce dernier,,. Il est conforté dans ce rôle la saison suivante. En fin de saison 2022-2023 au cours de laquelle il participe à la quasi-totalité des rencontres,, il prolonge son contrat pour deux nouvelles années ; l'exercice sportif se clôt sur une promotion en Pro D2 et un titre de vice-champion, Aletti menant l'équipe jusqu'à la finale concédée contre le Valence Romans DR. Conforté dans son rôle de capitaine pour cette saison en Pro D2, son contrat est alors remanié, désormais actif jusqu'en 2027.

## Palmarès
- Championnat de France de Nationale :
  - Vice-champion : 2023 avec l'US Dax.